# Mark Howe
Mark Steven Howe (Detroit, 28 maggio 1955) è un ex hockeista su ghiaccio e dirigente sportivo statunitense naturalizzato canadese, che giocava nel ruolo di difensore. È noto per la sua lunga militanza con i Philadelphia Flyers (che hanno ritirato il numero di maglia 2 in suo onore) e per essere il figlio di Gordie Howe.
Nel 2011 è stato inserito nella Hockey Hall of Fame.

## Palmarès

### Club
- Avco World Trophy: 2

Houston: 1973-1974, 1974-1975
- Ontario Hockey League: 1

Toronto Marlboros: 1972-1973
- Memorial Cup: 1

Toronto Marlboros: 1973

### Individuale
- Hockey Hall of Fame: 1

2011
- Lou Kaplan Trophy: 1

1973-1974
- Stafford Smythe Memorial Trophy: 1

1972-1973
- WHA First All-Star Team: 1

1978-1979
- WHA Second All-Star Team: 3

1973-1974, 1976-1977
- WHA All-Star Game: 1

1978
- NHL Plus/Minus Award: 1

1985-1986
- NHL First All-Star Team: 3

1982-1983, 1985-1986, 1986-1987
- NHL All-Star Game: 4

1981, 1983, 1986, 1988